# Jackie Robinson

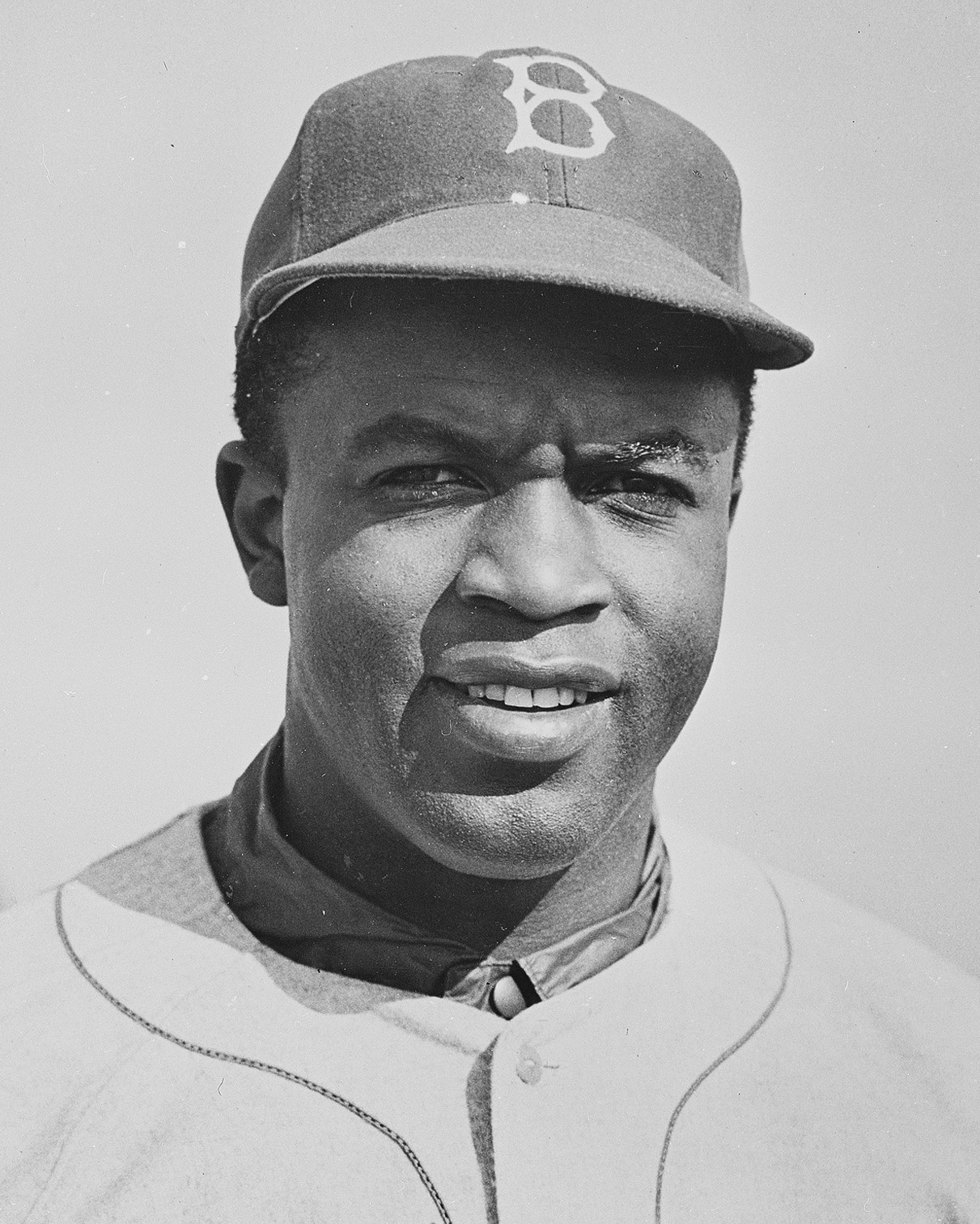
Jackie Robinson i Brooklyn Dodgers dräkt 1950.

Jack Roosevelt "Jackie" Robinson, född den 31 januari 1919 i Cairo i Georgia, död den 24 oktober 1972 i Stamford i Connecticut, var en amerikansk professionell basebollspelare som spelade elva säsonger i Major League Baseball (MLB) 1945 och 1947–1956. Robinson var andrabasman, tredjebasman och leftfielder.
Robinson blev 1947 den första afroamerikanska spelaren i MLB i modern tid. Han spelade under resten av karriären för Brooklyn Dodgers.

## Uppväxt
Robinson föddes i Cairo i Georgia, men hans mor flyttade med sina fem barn till Pasadena i Kalifornien när Robinson bara var 16 månader gammal.

## Karriär

### High school och college
Robinson gick på John Muir High School i Pasadena och därefter två år på Pasadena City College, under vilken tid han gjorde sig känd som en framstående idrottsman. Flera olika universitet försökte värva honom, men han valde University of California, Los Angeles (UCLA) eftersom det låg nära brodern Franks familj. Brodern hade avlidit i en motorcykelolycka i maj 1939 och Robinson hade dessförinnan stått brodern mycket nära, då brodern var som en fadersfigur för Robinson i brist på en riktig far. Det fanns bara cirka 30 svarta elever på UCLA vid den här tiden och Robinson höll sig mest för sig själv i sina försök att komma över broderns död. På UCLA var Robinson från början aktiv i fyra sporter: amerikansk fotboll, basket, baseboll och friidrott. I amerikansk fotboll var han under 1939 års säsong bäst i hela USA med ett snitt på tolv yards per bollinnehav för skolans lag, som gick obesegrade genom säsongen. I basket ansågs han vara den bästa spelaren på USA:s västkust och gjorde flest poäng i UCLA:s division under båda de säsonger som han spelade basket för skolan. Trots sin förhållandevis ringa längd (182 centimeter) var han en av de första som gjorde dunken till ett ofta använt vapen. Baseboll var den sport som han var tredje bäst på, men han var även duktig på längdhopp, tennis och simning. Under sitt sista år på skolan träffade han sin blivande fru Rachel, som han levde tillsammans med under resten av sitt liv.

### Major League Baseball
Efter att Robinson lämnade UCLA spelade han som proffs i amerikansk fotboll för klubbar i Los Angeles och på Hawaii och spelade även som proffs i basket för en klubb i Los Angeles. Det var dock i baseboll som han blev berömd som den första svarta spelaren i modern tid att spela på den allra högsta proffsnivån. Detta berodde delvis på modet hos en man vid namn Branch Rickey, som var klubbchef för Brooklyn Dodgers.
Robinson var en duktig infielder i baseboll, som ovanligt nog både kunde slå många homeruns och var blixtsnabb som löpare på bas. Han utvecklade sina talanger när han spelade för Kansas City Monarchs i Negro leagues 1945. I augusti det året bjöds han in att träffa Rickey. Vid den här tiden var baseboll ohotad som USA:s populäraste sport och Rickey ville under mötet veta om Robinson skulle klara av att stå emot alla rasistiska påhopp som han kunde förväntas utsättas för utan att reagera negativt. I en berömd ordväxling undrade Robinson om Rickey letade efter en svart man som inte vågade slå tillbaka, varpå Rickey svarade att han letade efter en svart man som var modig nog att inte slå tillbaka. Robinson antog utmaningen och skrev kontrakt med Dodgers, trots att han insåg att han skulle utsättas för massivt rasistiskt motstånd, både verbalt, mentalt och fysiskt.
Robinson fick först spela en säsong i Minor League Baseball 1946 för Montreal Royals, Dodgers högsta farmarklubb. Han debuterade för Dodgers den 15 april 1947 och spelade därefter totalt tio säsonger för Dodgers till och med 1956. Han hade ett slaggenomsnitt på 0,311, slog 137 homeruns och hade 734 RBI:s (inslagna poäng) på 1 382 matcher. Bland hans meriter kan nämnas att han 1947 vann Rookie of the Year Award (ett pris som 1987 uppkallades efter honom) som bästa nykomling i National League och 1949 vann han MVP Award i samma liga. Han togs ut till sex all star-matcher och vann World Series 1955.

## Efter karriären
Robinson valdes 1962 in i National Baseball Hall of Fame.
1972, strax före hans död, pensionerade Los Angeles Dodgers Robinsons tröjnummer 42.
Robinson erhöll 1984 postumt Presidentens frihetsmedalj av USA:s president Ronald Reagan.
Robinson tog plats i århundradets lag för 1900-talet när det röstades fram 1999.
Robinsons debut i MLB 1947 firas varje år av MLB den 15 april, det datum som Robinson gjorde sin första match för Dodgers, bland annat genom att samtliga spelare i MLB bär Robinsons tröjnummer 42. Sedan 1997, då det hade gått 50 år sedan Robinsons debut, är det annars inte tillåtet för spelare i MLB att bära Robinsons tröjnummer (de spelare som bar numret 1997 fick dock fortsätta att bära det). Robinson är den enda spelaren som hedrats på detta sätt av MLB.
2013 hade filmen 42, med bland andra Chadwick Boseman som Robinson och Harrison Ford som Rickey, premiär. Den skildrar framför allt Robinsons debutsäsong för Dodgers 1947.
Los Angeles Dodgers avtäckte 2017 en staty av Robinson i hemmaarenan Dodger Stadium.

## Utmärkelser
Asteroiden 4319 Jackierobinson är uppkallad efter honom.